# (2583) Fatyanov
(2583) Fatyanov (1975 XA3; 1941 UT; 1968 UB2; 1970 EX; 1975 VK6; 1975 VM9; 1975 VU1) ist ein ungefähr sechs Kilometer großer Asteroid des inneren Hauptgürtels, der am 3. Dezember 1975 von der russischen (damals: Sowjetunion) Astronomin Tamara Michailowna Smirnowa am Krim-Observatorium (Zweigstelle Nautschnyj) auf der Halbinsel Krim (IAU-Code 095) entdeckt wurde.

## Benennung
(2583) Fatyanov wurde nach dem sowjetischen Poeten und Songwriter Alexei Iwanowitsch Fatjanow (1919–1959) benannt.